# Didymoglossum tahitense
Didymoglossum tahitense là một loài dương xỉ trong họ Hymenophyllaceae. Loài này được Ebihara & K.Iwats. mô tả khoa học đầu tiên năm 2006.
Danh pháp khoa học của loài này chưa được làm sáng tỏ. 

## Hình ảnh

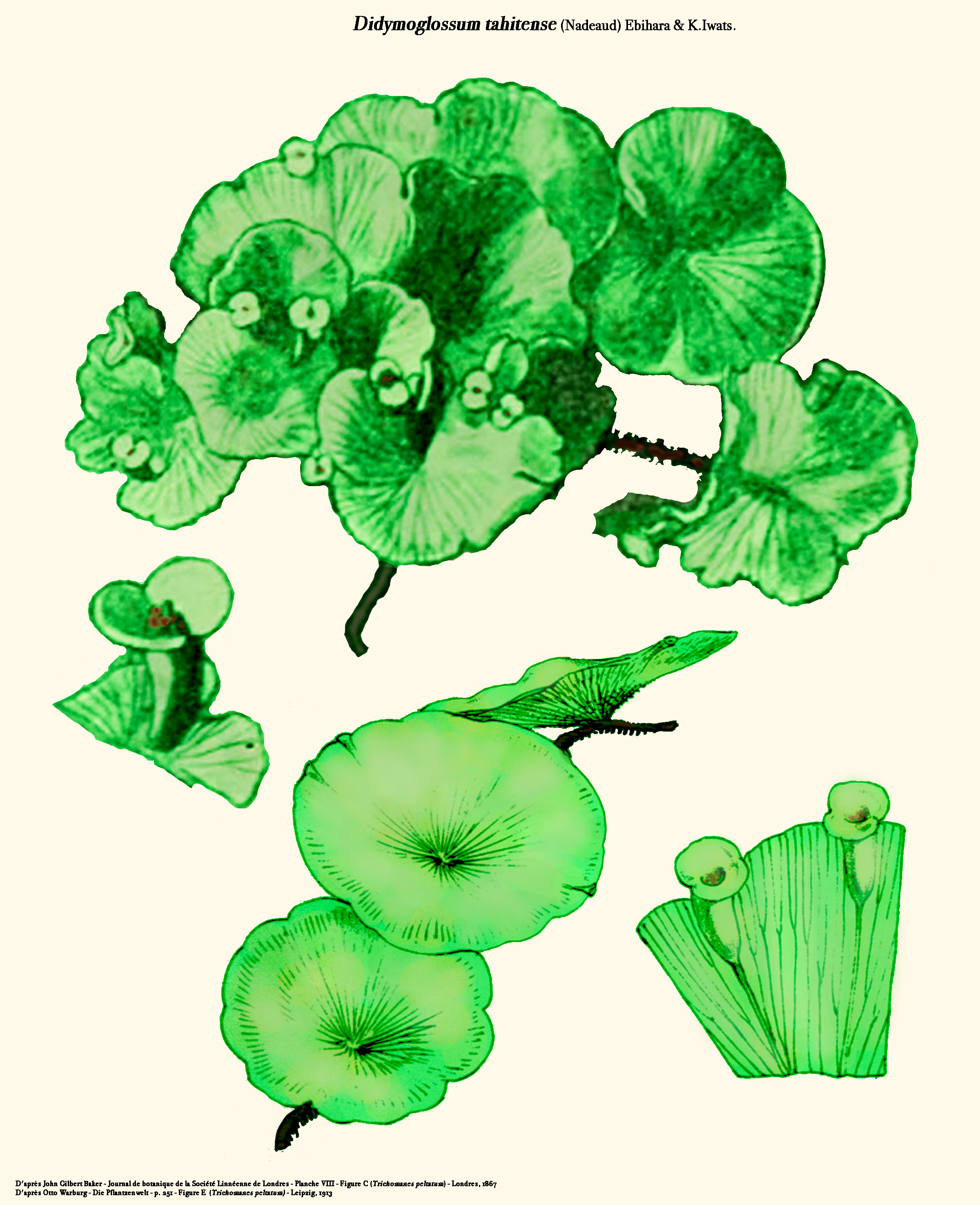